# Triple H
Triple H (născut Paul Michael Levesque; 27 iulie 1969) este un wrestler american profesionist, profesional lupte autoritate figura, WWE Vice Presedinte Executiv de talent și de actor, mai bine cunoscut sub numele de ring Triple H, o abreviere a inelului numele, Hunter Hearst Helmsley. Începând cu iulie 2011, Triple H personajul apare cu privire la programarea WWE ca Chief Operating Officer al WWE și ca un wrestler semi-activ.
Levesque și-a început cariera de wrestling în Federația Internațională de Lupte ca Terra Ryzing înainte de aderarea la World Championship Wrestling(WCW), în 1994. După utilizarea pe scurt numele Ryzing, a schimbat caracterul lui Jean-Paul Levesque, un aristocrat francez-canadian, care ar putea fi similare cu sale de caracter Hunter Hearst Helmsley, că el a folosit, în primii săi ani cu Lupte World Federation (WWF) din 1995 încoace. El a prescurtat mai târziu numele lui Triple H și a adoptat o imagine alternativă D-Generation-X (DX) stabil. După dizolvarea de DX, Triple H a fost împins ca un wrestler evenimentul principal, câștigând mai multe campionate simplu. Ca parte a unui scenariu Triple H căsătorit cu Stephanie McMahon, care mai târziu a devenit său din viața reală soț. În 2003, Triple H a format un alt stabil cunoscut sub numele de Evolution, și reformat DX cu Shawn Michaels în 2006 și 2009.
În general, Levesque a câștigat 23 campionate în WWE, inclusiv 13 Campionatul Mondial, după ce a câștigat WWF / E Campionatul de opt ori, și Campionatul Mondial la Categoria Grea de cinci ori. El are cel mai mare număr total de titlul mondial domniilor sancționează în WWE. În plus, Helmsley a câștigat Regele 1997 de la Ring, Royal Rumble 2002, și a fost al doilea Grand Slam Campionatul câștigător. În afară de lupte, Helmsley a avut numeroase apariții clienților în film și la televiziune.

## Cariera în wrestling

### D-Generation X and Chyna

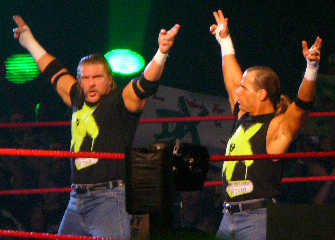
Triple H

Triple H își începe cariera în februarie 1994 unde numele său de scenă era Jean Paul Levesque și se înfruntă în fața lui Scott Armstrong în WCW, unde câștigă acest meci iar peste 3 săptămâni se înfruntă cu Brian Armstrong unde Triple H își schimbă numele și își pune Terra Ryzing și reușește să câștige meciul și în fața lui Brian Armstrong. La Starcade 1994 Triple H se înfruntă cu Alex Wright dar Hunter pierde acest meci și este foarte dezamăgit de el, publicul nu îl place deloc la început. În Aprilie 1995 Triple H este transferat în WWF(World Wrestling Federation) unde primul meci îl are în fața lui Jeff Hardy dar HHH reușește să câștige printr-un pedigree. La SummerSlam 1995 Triple H se înfruntă cu Bob Holly dar Triple H câștigă din nou printr-un pedigree manevra sa de final.
În 1996 Triple H începe un nou feud cu Ultimate Warrior iar aceștia se înfruntă la Wrestlemania 12 unde HHH este însoțit de prietena sa Sable,pe urmă HHH îi face un pedigree dar incredibil Warrior se ridică și câștigă meciul cu HHH în 2 minute.
La Survivor Series 1996 HHH face echipă cu Crash, Jerry The King Lawler și Goldust dar pierd meciul în fața lui Marc Mero, Rocky Maivia, Jake Roberts și The Stalker (with Sable). La In Hour House 12 st Time Triple H se înfruntă cu campionul WWF Intercontinental Marc Mero (with Sable), dar HHH pierde prin descalificare.
La Royal Rumble 1997 Triple H devine campion WWF Intercontinental unde reușește să câștige în fața lui Goldust,iar Triple H intră și în Rumble al 12-lea luptător dar este scos de Goldust. La In Your House 13 în 1997 Triple H pierde titlul intercontinental în fața lui Rocky Maivia. La Wrestlemania 13 Triple H face un pact cu Chyna și reușește să câștige în fața lui Goldust. La In Your House 15 Triple H este însoțit de Chyna și câștigă meciul în fața lui Flash Funk. La In Your House 16 Triple H este însoțit de Chyna și dă piept cu Mankind dar acest meci nu este câștigat de nimeni pentru că sunt descalificați amândoi.
La One Night Only Triple H însoțit de Chyna reușește să câștige meciul după ce îi aplică un pedigree de pe corzi lui Dude Love. La In Your House Triple H câștigă meciul în fața lui Sght.Slaughter. La SummerSlam 1997 Triple H se înfruntă cu Mankind din nou în Steel Cage dar HHH pierde acest meci.
Triple H este un membru al Degeneration x din care mai făceau parte și bunul său prieten Shawn Michaels, X-Pac, Scott Hall & Kevin Nash. Triple H avea să câștige King Of The Ring 1996 dar după acel incident de la MSG când Triple H s-a îmbrățișat cu Kevin Nash, Shawn Michaels & Scott Hall acesta a devenit pentru câteva luni jobber.
La Royal Rumble 1998 Triple H și Chyna îl însoțesc pe Shawn Michaels ,unde începe o nouă eră D-Generation X din care fac parte HHH,HBK și Chyna iar HBK se înfruntă cu Undertaker într-un meci de tip casket dar HHH îl lovește foarte tare cu scaunul metalic în față pe Taker și HBK reușește să îl bage în coșciug și câștigă titlul WWF Championship.

### PERIOADA ANILOR (1997-1999)
În 1997 a câștigat King Of The Ring și a format un stable împreună cu Shawn Michaels și cu Chyna.
Triple H avea să câștige titlul european de la Shawn Michaels, iar DX-ul făcea furori. După accidentarea lui Shawn Michaels, X-Pac, Billy Gunn, Road Dogg & Tori au intrat în acest stable.
Popularitatea lui Triple H creștea mai ales după feudul cu The Rock pentru titlul intercontinental pe care avea să-l adjudece la SummerSlam 1998.
DX avea să se destrame când Chyna s-a întors împotriva lui Triple H la show-ul RAW IS WAR
The Game a reușit să câștige primul său titlu WWF în fața lui Mick Foley pe 23 august 1999.

### "McMahon-Helmsley"
- În ianuarie 2000 Triple H care deja avea în palmares 3 titluri WWF, și-a pus porecla "The Game" și a devenit heel. Iar Jim Ross i-a spus "The Cerebral Assassin". Triple H și cu soția sa Stephanie McMahon au creat o nouă eră "McMahon-Helmsley". La No Way Out 2000 Triple H i-a încheiat cariera lui Mick Foley într-un Hell In A Cell Match. La WrestleMania 2000 Triple H a ieșit învingător din meciul Fatal Four Way Elimination la care au mai participat Big Show, Mick Foley, The Rock, unde Vince McMahon i s-a alăturat lui Triple H și l-a înșelat pe The Rock. Triple H avea să aibă din nou un feud cu The Rock dar de data aceasta pentru titlul WWF pe care l-a pierdut în fața carimsaticului Rocky la Backlash 2000.

A recâștigat titlul la Judgment Day 2000 tot în fața lui The Rock într-un Iron Match 60 minutes, pierzându-l la King Of The Ring 2000 tot în fața lui The Rock.
La Fully Loaded 2000 a început un conflict cu Chris Jericho pe care l-a învins într-un Last Man Standing Match.
Triple H a devenit face când a început feudul cu Kurt Angle și pierzând șansa de a fi campion la SummerSlam 2000 într-un meci Triple Threat la care au mai participat Kurt Angle & The Rock, acesta din urmă adjudecându-și victoria.
Pe 24 septembrie 2000 Triple H l-a învins pe Kurt Angle într-un meci fără descalificări iar la No Mercy 2000 l-a învins pe Chris Benoit.
Triple H a devenit heel și avea să înceapă un nou feud cu Stone Cold Steve Austin la Survivor Series 2000 meciul s-a terminat no-contest. La Armageddon 2000 într-un meci Hell In A Cell unde au participat 6 wrestleri în premieră, Kurt Angle a ieșit învingător unde Triple H, Stone Cold, Rikishi, The Rock, Undertaker mai făceau parte.
- La No Way Out 2001 avea să se încheie feudul dintre Triple H & Stone Cold Steve Austin când The Game l-a învins într-un meci 3 ways grudge match.

A început un conflict cu Undertaker, a pierdut în fața lui "The American Badass" la WrestleMania X-Seven, iar apoi s-a unit cu Stone Cold pentru a lupta cu Brothers Of Destruction.
Triple H avea să se accidenteze în 2001, revenind în ianuarie 2002 ca face. A câștigat Royal Rumble-ul și l-a învins pe Chris Jericho câștigând titlul WWE Undisputed la WrestleMania X8.

### Evolution

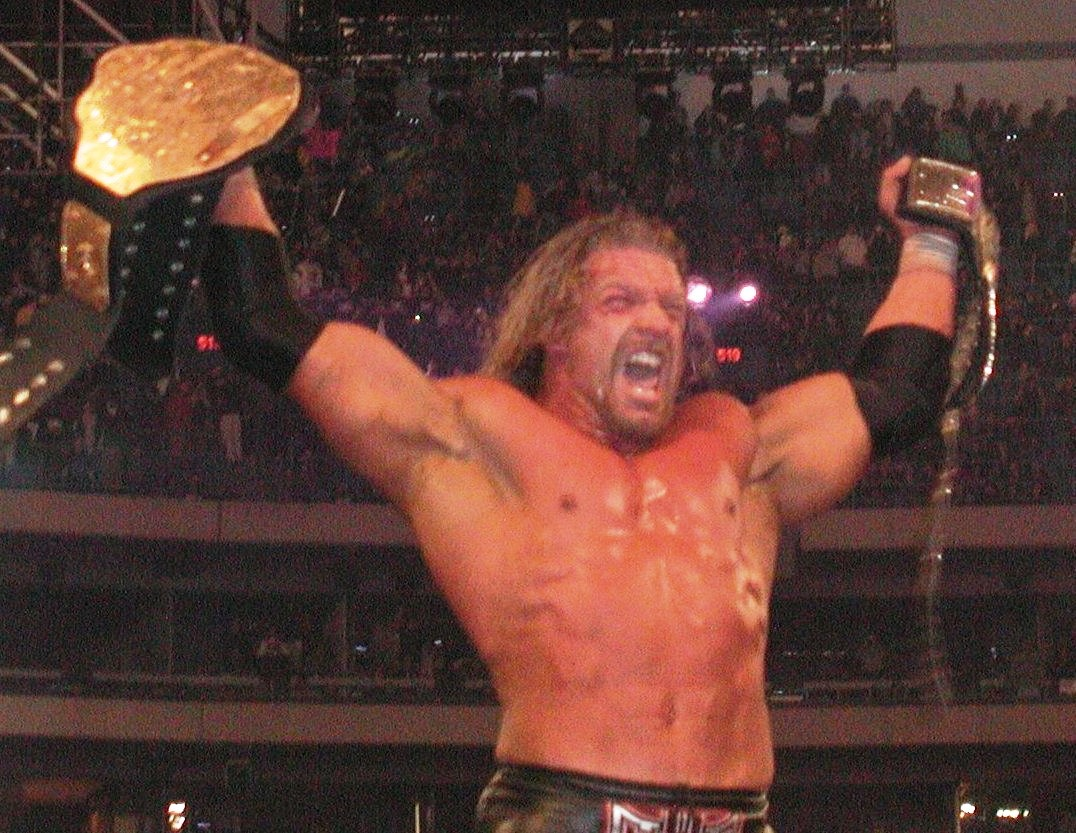
Triple H cu centura Undisputed

Triple H s-a transferat în urma unui draft la SmackDown și a pierdut la Backlash 2002 în fața lui Hulk Hogan titlul WWE Undisputed. La Judgement Day 2002 Triple H l-a învins pe Chris Jericho într-un Hell In A Cell Match.
Triple H avea să se întoarcă în RAW, și avea de gând să se reunească cu HBK care se întorsese după o accidentare lungă să reformeze DX. Dar în ultima clipa Triple H i-a făcut un Pedigree lui HBK transformându-se în heel după care a pierdut la SummerSlam 2002 în fața lui The Heart Break Kid, iar cei doi aveau să aibă un feud pentru titlul World Heavyweight pe care Eric Bischoff l-a acordat deoarece RAW-ul nu avea campion după plecarea lui Brock Lesnar în SmackDown cu titlul WWE. A pierdut în cele din urmă titlul la Survivor Series 2002 în fața lui Shawn Michaels în primul Elimination Chamber din istorie din care mai făceau parte Rob Van Dam, Booker T, Chris Jericho, Kane. La Armageddon 2002 avea să recâștige titlul în fața lui Shawn Michaels într-un three match series.
- În 2003 a format un nou stable cu Ric Flair, Batista & Randy Orton numindu-se Evolution. Evoluția wrestlingului cuprinzând cel mai bun wrestler din trecut Ric Flair, cel mai bun wrestler din prezent Triple H, și wrestlerii de viitor Batista & Randy Orton.

A început un feud cu Scott Steiner pe care l-a învins pentru titlu la No Way Out 2003, apoi cu Booker T pe care l-a învins la WrestleMania XIX, apoi cu Kevin Nash pe care l-a învins la Bad Blood într-un Hell In A Cell Match, cu Goldberg la SummerSlam 2003 într-un Elimination Chamber la care au mai participat Kevin Nash, Chris Jericho, Randy Orton, Shawn Michaels. La Unforgiven 2003 Triple H a pierdut titlul în fața lui Goldberg, dar l-a recâștigat la Armageddon 2003 într-un Triple Threat Match cu Kane & Goldberg, atunci fiecare membru din Evolution avea câte un titlu: Triple H (World Heavyweight Champion), Randy Orton (Intercontinental Champion), Ric Flair & Batista (World Tag Team Champions)
- La SummerSlam 2004 după un scurt feud cu Eugene l-a învins.

Următoarea seară la RAW Triple H l-a dat afară pe Randy Orton din Evolution deoarece acesta câștigase la SummerSlam în fața lui Chris Benoit titlul mult dorit.
- Pe data de 16 august 2004 Randy Orton a fost executat de cei 3 membri Evolution Triple H,Ric Flair și Dave Batista,unde Orton fusese ajutat cu câteva minute de cei din Evolution când și-a păstrat titlu mondial în fața lui Chris Benoit,Triple H a decis să îl excludă pe Randy Orton deoarece câștigase titlu mult dorit la SummerSlam în fața lui Benoit
- Pe 23 august 2004 Triple H,Batista și Ric Flair l-au chemat pe campionul mondial al greilor Randy Orton pentru ai ceda titlul lui Triple H dar Randy Orton s-a lepădat de cei din Evolution când acesta la scuipat în față pe Triple H și la lovit și cu titlul în cap.
- pe 30 august 2004 Randy Orton a adus niște poze adica niște dovezi cum cei 3 membri Evolution l-au atacat mișelește,dar Randy Orton vine cu celebrul baros a lui Triple H,însă Orton îl lovește pe Triple H în spate și acești 3 membri fug de Randy Orton.
- La Unforgiven 2004 l-a învins pe Randy Orton recâștigând titlul World Heavyweight.
- Pe data de 27 septembrie 2004 la RAW după PPV de la Unforgiven Triple H îi spune lui Dave Batista să se lupte în Main-Event cu trădătorul Randy Orton iar ,,Animalul,,acceptă dar Randy îl bate rău de tot pe Dave iar campionul mondial al greilor Triple H îl ajută pe colegul său din Evolution și îl lovește tare pe Orton iar mai târziu intervine Ric Flair și se uită urât la Triple H dar Flair se preface și îl lovește pe Randy Orton sub centură și îi dă și cu un scaun de metal în spate iar HHH și Batista râd și Triple H și Flair îl pun pe arbitrul special să nu îl descalifice pe Batista și arbitrul nu îl descalifică iar Dave îi aplică manevra sa de final ,,batista bomb,, și reușește să câștige meciul iar Triple H ia un scaun de metal și îl pune pe Randy Orton și ridică titlul mondial al greilor iar pe urmă îl lovesc cu picioarele pe Randy.

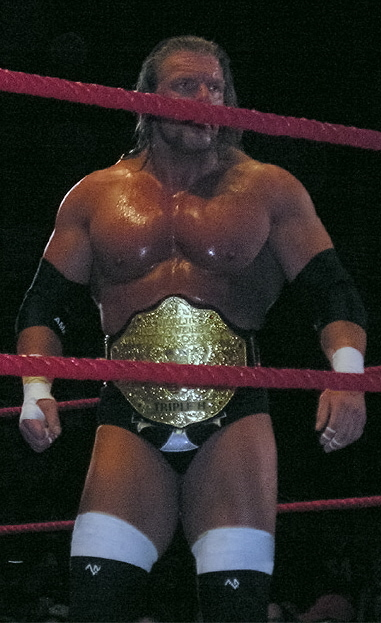
Triple H e campionul mondial

### PERIOADA ANILOR (2005-2008)
Triple H și-a menținut titlul cu succes învingându-l pe Randy Orton din nou la Royal Rumble 2005, și începând un feud cu un alt membru al Evolution Batista care a câștigat Royal Rumble 2005. Triple H a pierdut tilul World Heavyweight în fața animalului Batista la WrestleMania 21, și a mai irosit două șanse de a-l recâștiga la Backlash 2005 și la Vengeance 2005 într-un Hell In A Cell Match.
A revenit la The Homecoming Show atacându-l pe bunul său prieten Ric Flair, cei doi aveau un feud care se terminase la Survivor Series într-un Last Man Standing Match cu victoria lui Triple după ce la Taboo Tuesday 2005 Ric Flair îl învinsese într-un meci Steel Cage.
Triple H a început un feud cu John Cena pierzând la WrestleMania 22 șansa de a fi din nou campion, iar apoi la Backlash 2006 într-un Triple Threat Match la care a mai participat și Edge.
Triple H & Shawn Michaels au reformat DX-ul în iunie 2006 și au avut un conflict tare cu Vince McMahon & Shane McMahon, i-au învins pe Spirit Squad la Vengeance 2006, pe McMahons la SummerSlam 2006 și pe McMahons & Big Show la Unforgiven 2006 într-un Hell In A Cell Match.
Au început un feud cu Rated RKO pe care nu i-a învins. La New Year's Revolution 2007 în meciul DX vs. Rated RKO, Triple H a suferit o accidentare aceeași pe care a avut-o în 2001 și va lipsi 6 luni. HHH s-a întors la SummerSlam într-un meci împotriva Regelui Booker pe care la învins prin manevra de final,Pedigree.în momentul de față el are un feud cu,Carlito pe care la învins în mai multe meciuri ultimul fiind la Unforgiven într-un meci în care Carlito putea folosi orice obiect din afara ringului deoarece el nu putea fi descalificat. În momentul de față Triple H țintește undeva mai sus și anume la centura lui John Cena. Surse din cadrul WWE spun că s-ar putea ca Cena să piardă centura în fața lui HHH chiar anul acesta în următoarele PPV-uri care urmează. În 2007, la WWE No Mercy, Triple H a reușit să devină campion mondial doar pentru o oră, Randy Orton recuperându-și centura printr-un Last Man Standing, Triple H este însă un mare luptător și este pregătit oricând să se înfrunte cu Orton pentru titlul WWE.
La Unforgiven 2004, Triple H a reușit să-l învingă pe Randy Orton după un baros încasat în capul lui Randy Orton. Arbitrul nevăzându-l pe Triple H folosind barosul deoarece arbitrul era întins pe jos după un salt de pe corzi al lui Randy Orton, pinfall-ul fiind numărat de un alt arbitru. 
Triple H câștigă la BackLash 2008 centura WWE pentru a 7 oară. În meciul fatal four way for Triple H vs. Randy Orton vs. JBL vs. John Cena. Primul este eliminat JBL de John Cena, și după asta Cena este eliminat de Randy Orton. Și după asta rămâne TRIPLE H și RANDY ORTON. Și pâna la urmă Triple H câștigă centura. Iar la Judgment Day Triple H vs.

### PERIOADA ANILOR (2008-2010)
Acum la Backlash 2008 Triple HHH reușește să câștige titlul WWE de la Randy Orton, iar la Judgment Day Triple H vs. Randy Orton iar câștigătorul iese Triple H, și după asta la One Night Stand Triple H se înfruntă cu Randy Orton și câștigă tot Triple H. În prezent Triple H a pierdut centura wwe într-un meci cu Edge și Kozlov, Edge devenind campion. Regele regilor primește șansa la titlul WWE la Armaggedon într-un meci triple threat dar centura este câștigată pentru prima dată de Jeff Hardy. După aceasta urmează Royal Rumble unde Triple H rămâne în ring cu Legacy, fiind eliminat de Randy Orton. La No Way Out, în meciul Elimination Chamber al Smack Down-ului este pusă în joc centura deținută de Edge, participanții fiind: Edge, Jeff Hardy, HHH, Undertaker, Big Show, Vladimir Kozlov. Hunter rămâne în ring cu fenomenul Undertaker, supraviețuind unui tombstone, execută un pegigree pe Undertaker câștigând centura WWE. De aici începe un conflict cu Randy Orton care a distrus familia McMahon pana la momentul dat. Asasinul Cerebral intervine în acest conflict cand Orton pune mana pe sotia sa, Stephanie McMahon. Au urmat multe probleme, Triple H atacându-l pe Orton chiar în propria sa casă. Din această cauză HHH este cât pe ce să fie arestat, însă Randy Orton hotărăște să se lupte pentru centură cu regele regilor, având această oportunitate datorită faptului că a câștigat la Royal Rumble. La Wrestlemania 25 Orton pierde, iar la următorul RAW Triple h & Vince & Shane McMahon îi atacă pe cei de la Legacy, când echipa lui HHH scapă controlul apare Batista, acesta întorcându-se dintr-o accidentare datorită lui Orton. La Backlash 2009 centura WWE este pusă în joc într-un meci 3 Tag Team, unde Orton îl lovește cu tibia pe HHH exact în cap, așa cum a făcut cu Batista, Shane, Vince McMahon. Orton pune mâna pe centura WWE, la Extreme Rules 2009 îl pierde în fața lui Batista, iar la următorul RAW reușește să-l scoată iarăși din joc rupându-i mâna. Este momentul când apare Triple H, bătând pe cei din Legacy cu barosul. Primește șansa pentru centură la Raw-ul următor într-un Fatal 4 way (HHH vs Orton vs Cena vs Big Show) unde Orton ia centura. Cu o săptămână mai târziu are o altă șansă, într-un meci Last Man Standing, HHH se agață cu ultimele puteri de o scară după ce îi execută un pedigree lui Orton, dar când ajunge arbitrul la 8 scara se prăbușește, meciul se termină la egalitate. La The Bash 2009, un meci de tipul 3 Stage of Hell, Triple H pierde primul meci printr-o descalificare în fața lui Orton, dar face repede următorul pin fall. Al treilea meci este Strecher Match, la un metru de linie unde HHH ar fi câștigat meciul dar apar cei de la Priceless, și întorc lucrurile. Orton câștigă meciul dar este lovit de HHH cu barosul. La Raw-ul următor ajunge în finala tournementului pentru o șansă la Centură la Night of champions, unde se va întâlni cu Cena cu o săptămână mai târziu. 
La Night of Champions 2009 Triple H este implicat într-un TRIPLE THREAT Triple H vs John Cena vs Randy Orton... Randy Orton reușește să își păstreze titlu WWE unde este ajutat de Legacy.
La Raw Triple H se înfruntă cu Legacy acesta este un meci handicap meci HHH vs Cody Rhodes,Ted Dibiase jr(Legacy) unde cei din Legacy reușesc să îl învingă pe HHH și la sfârșitul meciului Triple H le spune celor din Legacy că se va reuni Dx-ul unde vor să îi distrugă pe cei din Legacy.
Pe urmă Triple H îl sună pe bunul său prieten Shawn Michaels unde HHH îi spune să se reunească din nou pentru ai distruge pe cei din Legacy,Shawn Michaels nu prea vrea să se mai întoarcă în WWE dar HHH îl convinge să se întoarcă și Dx-ul se reunește din nou.
La SummerSlam 2009 Dx intră cu un tanc... Se înfruntă cu cei din Legacy unde cei din D-Generation X reușesc să îi învingă pe Legacy unde HBK îi face un Sweet Chin Music în față lui Cody Rhodes. La Breaking Point 2009 D-Generation X se înfruntă din nou cu Legacy a lui Orton unde cei din D-Generation X pierd acest meci unde Shawn Michaels cedează în fața lui Cody Rhodes și cei din Dx pierd acest meci. La Hell In A Cell 2009 D-Generation X și Legacy se înfruntă pentru ultima oară unde acest feud a durat mai bine de 2 luni și acest meci este de tip Hell in a Cell ,,iadul din cușcă,, și la final DX reușește să câștige meciul unde îl prind pe Cody Rhodes în cușcă iar Ted Dibiase Jr este scos din cușcă.Dx îl nenorocesc pe Cody Rhodes unde primește o lovitură de baros și un Sweet Chin Music și cei din Dx pleacă învingători din Hell In A cell. La Bragging Rights 2009 DX sunt căpitanii echipei RAW unde mai participă în echipa Raw Kofi Kingston, Jack Swagger, Cody Rhodes, Mark Henry și Big Show și se înfruntă cu echipa SmackDown în care sunt căpitani Chris Jericho și Kane unde mai fac parte din echipa SmackDown R-Truth, Matt Hardy, Hart Dinasty (David Hart Smith și Tyson Kid) și Finlay. Big Show trădează echipa RAW unde îl aruncă pe coechipierul său din echipa RAW Kofi Kingston și Chris Jericho din SmackDown reușește să îl numere până la 3 pe Kofi.. Echipa SmackDown câștigă această înfruntare unde SmackDown este superior Raw-ului și cei din SmackDown câștigă cupa.
Următoarea seară la Raw Triple H se înfruntă cu trădătorul Big Show unde John Cena este arbitru special și este un meci de tip Lumberjack Match Triple H reușește să câștige meciul unde mai intervine prietenul său din Dx, Shawn unde acesta îi face un Sweet Chin Music, John Cena îi face un Attitude  Adjustment și regele regilor Triple H îi face un pedigree și îl numără până la 3,pe urmă vin managerii generali din piloții nascar și aceștia dau un meci Triple Threat la Survivor Series, Campionul WWE John Cena vs Triple H vs Shawn Michaels. 
La Survivor Series înainte să se audă sunetul gongului Shawn Michaels îi aplică un Sweet Chin Music lui Triple H iar Cena rămâne mirat,Triple H se enervează pe Shawn și îi face un spinebuster unde rupe masa comentatorilor dar John Cena îi face un Attitude Adjustment lui Shawn Michaels pe HHH iar Cena reușește să îl numere pe Triple H până la 3 unde își păstrează titlul WWE. Următoarea seară la RAW Shawn Michaels își cere iertare în fața bunului său prieten Triple H și Shawn îi spune că a fost pentru titlu nu avea că să facă iar Triple H îl iartă. 
La TLC 2009 se pare că încep un feud cu JeriShow unde cei din D-Generation X câștigă la noul PPV TLC centurile unificate unde cei din DX sunt pentru prima dată campioni la echipe.
Următoarea seară la RAW DX se înfuntă din nou cu JeriShow unde nici nu se aude bine sunetul gongului și Triple H lovește arbitrul unde cei din DX sunt descalificați dar rămân cu centurile.
Cei din DX sunt dați în judecată de Shawn Michaels unde sunt chemați la ,,Judecata Oamenilor Mici,,
DX se duc la judecată unde Hornswooggle și ceilalți compatrioți ai săi aruncă cu gunoaie în Triple H și Shawn Michaels,pe urmă mai târziu la RAW cei din DX intervin și îl ajută pe Hornswooggle de Big Show și Chris Jericho,iar cei din DX îl fac pe Hornswooggle membru DX unde este mascota lor.
Pe 4 ianuarie la RAW DX termină acest feud cu JeriShow unde își pun centurile la bătaie și este ultima șansă pentru cei din JeriShow la titlurile la echipe și cei din D-Generation X își păstrează titlurile la echipe unde Chris Jericho nu mai are dreptul să vină în RAW. Pe 11 ianuarie 2010 la RAW Mike Tyson este invitatul special al Raw-ului unde Tyson se aliază cu Chris Jericho și se înfruntă cu DX și Hornswooggle dar Mike Tyson îl lovește pe Chris Jericho cu un pumn tare în față și Jericho pierde acest meci.
Pe 18 ianuarie la RAW D-Generation X și mascota lor Hornswooggle se înfruntă cu Big Show,The Miz și invitatul special Jon Heder cei din DX reușesc să câștige acest meci dar Triple H îi spune lui Shawn Michaels că la Royal Rumble va fi pe cont propriu iar John Cena intră în ring, dar Big Show le spune că el va câștiga Royal Rumble că el are șanse mari așa pretinde acesta dar DX și Cena se enervează și îl scot din ring pe Big Show pe urmă cei din DX îl aruncă pe Cena peste trei corzi, iar pe urmă Triple H îl aruncă pe Shawn Michaels unde este luat prin surprindere de Triple H. Triple H rămâne ultimul în ring și le spune că nici Shawn Michaels nici John Cena nici Big Show nu îl cunosc pe HHH și regele regilor Triple H le spune că el va câștiga Royal Rumble din 30 de oameni iar Shawn Michaels se simte trădat de Triple H.
Pe 25 ianuarie la RAW Triple H îi spune lui Shawn Michaels să nu se supere pentru ce i-a făcut cu o săptămână înainte că l-a aruncat din ring și Shawn acceptă situația asta,ei se luptă cu Legacy și cei din DX câștigă acest meci.
La Royal Rumble 2010 Triple H intră la 8-lea om în Rumble din 30 pt bătălia de la Main-Eventul de la WRESTLEMANIA 26, Triple H reușește să elimine pe CM Punk, Kane și cu prietenul său din DX Shawn reușesc amândoi să îl elimine pe DrewMcIntire, Triple H rezistă în Rumble 17 min și 51 de secunde unde este eliminat tocmai de prietenul său Shawn Michaels, dar acest Royal Rumble reușește să câștige superstarul necenzurat Edge unde se întoarce din nou în WWE după o lungă accidentare, Edge îl elimină pe John Cena. La RAW după Royal Rumble Triple H reușește să câștige meciul cu Jack Swagger unde se califică la Elimination Chamber din care mai fac parte Randy Orton, Kofi Kingston, Ted Dibiase JR, John Cena și campionul WWE, Sheamus.
Puțin mai târziu vor avea un meci împotriva lui Big Show și Miz pentru centurile unificate în care noii campioni unificați sunt Big Show și The Miz.

### Feudul cu Sheamus
Triple H începe un nou feud cu Sheamus unde se înfruntă cu el la Wrestlemania 26, unde ,,regele regilor,,reușește să câștige.
La Extreme Rules Sheamus îl atacă în culise pe Triple H ,iar în ring Triple H numai poate să mai miște iar irlandezul Sheamus reușește să câștige meciul și Triple H se accidentează și rămâne pe tușă vreo 6-7 luni.
În 30 octombrie, la un show Fan Appreciations al WWE-ului, Triple H se întoarce dupa accidentare și îl învinge pe Alberto Del Rio. În acea seară, Triple H și câțiva mebrii ai WWE-ului îl salvează pe John Cena de către Nexus și îi face un pedigree lui Sheamus.

### 2011 (înfrângerea cu Undertaker și feudul cu Kevin Nash)
S-a întors pe 21 februarie în timp ce Undertaker își făcea întoarcerea după o accidentare. Triple H, l-a privit pe Taker anunțând că vrea să-l întâlnească la WrestleMania pentru al răzbuna pe Shawn Michaels. Săptămâna următoare, după un discurs s-a referit la el ca unicul rival pentru Taker la WrestleMania, confirmânduse lupta. În același Raw, s-a râzbunat de Sheamus aplicândui un Pedigree pe masa comentatorilor. Pe 3 aprilie 2011, la WrestleMania 27, este învins de Undertaker prin predare. Noaptea următoare la Raw a apărut spunând ca va pleca din WWE pâna Undertaker se va recupera pentru a lupta din nou cu el. S-a întors pe 18 iulie pentru al releva pe Vince McMahon pe postul de președinte a WWE și pentru a anunța că a fost ales să ocupe de WWE. Apoi a anunțat meciul între John Cena și CM Punk fiind că erau campioni WWE și a anunțat ca va fi arbitru special. Pe 14 august la Summerslam a fost arbitrul special iar Punk a câștigat meciul fiind că Triple H nu a văzut ca Cena avea piciorul sub corzi. Dar după meci, Punk a fost atacat de Kevin Nash oferindui lui Alberto del Rio șansa de a încasa servieta Money in the Bank.
După asta a continuat feudul cu Punk, luptânduse amândoi la Night of Champions sub condiția că dacă Triple H pierdea, trebuia să își abandoneze postul. După ce a-u semnat contractele pe 2 septembrie la SmackDown a fost atacat de Nash. La următorul Raw la concediat pe Nash. La eveniment la întâlnit pe Punk în-trun meci făra descalificări, în care a intervenit Kevin Nash, The Miz și R-Truth dar a reușit să-l învingă pe Punk. Din cauza intervențelor i-au concediat pe Miz și R-Truth. Pe 10 octombrie la Raw, McMahon s-a întors anunțândul pe John Laurinaitis ca substitutul lui Triple H la Raw, dar păstrând postul său de COO a WWE. În aceași zi, la ajutat pe Punk cu un atac a lui R-Truth și Miz. La Vengeance a pierdut alături de Punk împotriva lui R-Truth și The Miz după o intervenție a lui Kevin Nash aplicândui un Jackknife Powerbomb ce l-a lăsat inconștient. Următoare noapte la Raw a spus ca nu va mai fi prieten cu Nash iar a fost atacat pe la spate fiind nevoit să fie dus la spital. După asta, managerul general de la Raw a anunțat pe 5 decembrie un Sledgehammer Ladder Match între Triple H și Kevin Nash la TLC. La eveniment l-a învins pe Nash după o lovitură cu barosul și un Pedigree iar după aceea Nash a fost scos pe targă.

### 2012
Pe 30 ianuarie, Triple H era pe punctul de a decide viitorul lui Laurinaitis când Undertaker se întoarce și cu o privire îl provoacă pe Triple H la următorul eveniment WrestleMania, dar în schimb Triple H pleacă din ring. Iar în sfârșit pe 20 februarie la Raw, acceptă meciul cu Undertaker la WrestleMania 28 dar cu o condiție, să fie un Hell in a Cell match ceea ce Undertaker acceptă. La Wrestlemania XXVIII este învins de Undertaker suind recordul la 20-0. După meci, Shawn Michaels și Undertaker l-au ajutat să iasă din ring iar când au ajuns la rampa de intrare, cei trei s-au înbrațișat în semn de respect. Triple H s-a întors pe 30 aprilie la Raw, pentru a pune ordine în beneficile ce John Laurinaitis îi oferea lui Lesnar dar acesta a fost atacat de Lesnar cauzândui o accidentare după un Kimura Lock.
La No Way Out s-a întors pentru al provoca pe Lesnar la un meci la Summerslam. Noaptea următoare la Raw, Heyman a apărut pentru ai spune lui Triple H că răspunsul lui Lesnar era nu. Apoi Heyman a înjurato pe Stephanie McMahon, soția lui Triple H, iar acesta l-a atacat și i-a spus că îl va aștepta pe Lesnar la Summerslam. La RAW 1000th Episode, s-a reunit cu foști săi colegi de la DX, Shawn Michaels, Billy Gunn, Road Dogg și X-Pac. În acea seară, Heyman a anunțat că Lesnar a declinat oferta dar când Heyman a înjurato pe Stephanie, aceasta a apărut pentru a se încaiera cu Heyman. La sfârșit, Lesnar a apărut în ring pentru a accepta provocarea lui Triple H.
Ambii s-au luptat la Summerslam, unde Triple H a fost învins de Lesnar după ce l-a făcut să cedeze cu un Kimura Lock. Din aceasta cauză, a apărut la Raw pe 27 august anunțânduși retragerea. A apărut la premiile Slammy Awards cu un nou look cu părul scurt, primind premiul Slammy pentru meciul anului pentru lupta sa cu Undertaker la WrestleMania și a terminat spunând "Nu l-ați văzut pe ultimul Undertaker".

### The Authority și Revenirea Evolution (2013–2016)

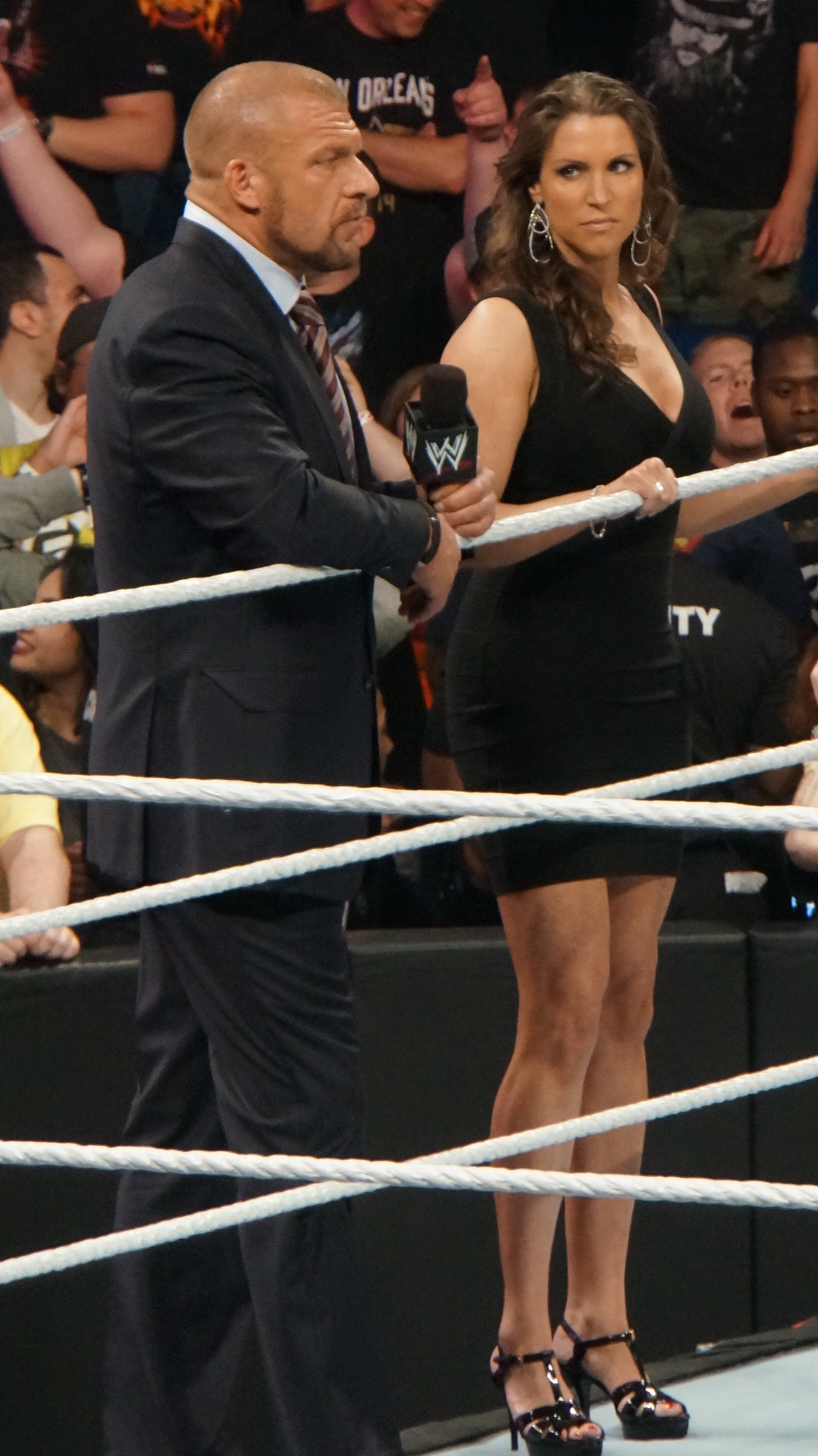
Triple H și Stephanie McMahon au creat Autoritatea în 2013

#### 2013
Și-a făcut întoarcerea la Raw salvândul pe Mr.McMahon de un atac a lui Brock Lesnar făcândul să sângereze, provocândul mai târziu la un meci la WrestleMania 29. Pe 11 martie Lesnar a acceptat provocarea cu douo condiți care s-au cunoscut pe 18 martie, ca meciul să fie un No Holds Barred match și dacă Triple H pierde, trebuie să se retraga din wrestling. Triple H l-a învins pe Lesnar la WrestleMania aplicândui un Pedigree pe scările metalice. La Extreme Rules a fost învins de Lesnar în-trun Steel Cage Match. A avut un feud cu debutantul Curtis Axel, cu care s-a luptat la Raw dar meciul a terminat făra rezultat fiind că Triple H suferise o contuzie.
În iunie 2013, s-a inițiat o dispută între membri familiei McMahon pentru controlul al WWE. Directorul exzecutiv și președintele Vince McMahon, fiica sa Stephanie și Triple H a-u decis să controleze Raw ca echipă. În schimb, cei trei difereau în mod constant în decizile sale.
La SummerSlam a fost arbitru special al meciului între John Cena și Daniel Bryan pentru centura WWE. După victoria lui Bryan, Triple H i-a aplicat un Pedigree ajutândul pe Randy Orton să încaseze valiza Money in the Bank, devenind ambii "heel". Noaptea următoare la Raw, a spus că a luat acea decizie gândinduse că este "cel mai bine pentru afacere". În acea seară, The Shield a-u început să lucreze ca protectori lui Triple H. Ei începuse să-l ajute pe Randy Orton cu Daniel Bryan, în timp ce atacau luptători precum Big Show și Dolph Ziggler. La Night of Champions, Orton a pierdut campionatul în fața lui Byan.
La Raw-ul de după Night of Champions, a lăsat campionatul vacant, spunând că Scott Armstrong a făcut numărătoarea de 3 mai repede ca de obicei pentru al beneficia pe Byan. La Battleground, Cody Rhodes și Goldust i-au învins pe Seth Rollins și Roman Reigns recuperânduși locurile de muncă după ce aceștia au fost concediați de HHH cu săptămâni în urmă. Pe 28 octombrie 2013, la Raw, Kane s-a unit Autorități ca Chief Operating Officer.
Pe 9 decembrie la Raw, în timpul ceremoniei campionatului WWE și Campionatului Heavyweight, Randy Orton a atacat-o pe Stephanie din greșeală, ceea ce l-a enervat pe Triple H și i-a aplicat un Pedigree mostrând atitudini de "face". Dar în schimb, pe 13 decembrie la SmackDown, Triple H a acceptat scuzele lui Orton devenind din nou "heel". La TLC, a ieșit alături de Stephanie și Vince McMahon pentru a sărbători coronarea lui Orton ca nou campion mondial WWE după ce l-a învins pe Cena unificând ambele centuri.

#### 2014
La WrestleMania XXX, Triple H a pierdut în fața lui Bryan, acordându-i astfel lui Bryan ulterior un meci pentru Campionatului Mondial WWE împotriva lui Batista și campionului Randy Orton. Triple H l-a atacat pe Bryan după meci și mai târziu a încercat să-l împiedice pe Bryan să câștige titlul, dar aceste încercări nu au avut succes, deoarece Bryan a câștigat titlul făcându-l pe Batista să se supună. Pentru a pune capăt rivalității cu Bryan, Triple H a re-format Evolution cu Orton și Batista în episodul din 18 aprilie al SmackDown, dar Bryan a rămas campion datorită faptului că The Shield a învins Authority. La Extreme Rules, Evolution a pierdut în fața lui Shield și din nou la Payback într-un meci No Holds Barred. În episodul de Raw din 2 iunie, Batista a părăsit Evolution și a renunțat la WWE după ce Triple H a refuzat să-i acorde o șansă la Campionatul Mondial. Triple H ar recurge apoi la "Planul B”, care avea să fie Seth Rollins, care și-a trădat colegii din The Shield și s-a alăturat Autorității.
În episodul de Raw din 27 octombrie, Triple H i-ar oferi lui John Cena șansa de a-și uni forțele cu Autoritatea, pe care Cena a refuzat-o. Acest lucru a condus la Triple H anuntând un meci pe echipe de cinci vs cinci pentru Survivor Series, o echipă reprezentând Autoritatea în fața unei echipe condusă de Cena. În episodul de Raw din 3 noiembrie, domnul McMahon a anunțat că, dacă Authority ar pierde, aceștea vor fi eliminați de la putere. În episodul din 21 noiembrie al SmackDown, Triple H a anunțat că, dacă echipa lui Cena pierde, toată echipa Cena, cu excepția lui Cena, va fi concediată. La Survivor Series, Big Show s-a alăturat Autorității trădându-l pe Cena, dar Sting a debutat în WWE, atacând-ul pe arbitrul Scott Armstrong și Triple H și l-a ajutat pe Dolph Ziggler să-l numere pe Rollins pentru a da echipei lui Cena victoria, punând astfel Autoritatea în afara puterii.

#### 2015
În episodul din Raw din 19 ianuarie, Cena avea să-i învingă pe Rollins, Kane și Big Show într-un meci în dezavantaj, atunci când Sting i-a atras atenția Autorității, permițându-i lui Cena să-l numere pe Rollins și să recâștige locurile de muncă ale lui Ziggler, Ryback și Erick Rowan, care au fost concediați douo săptămâni înainte de Triple H și Stephanie. Pe 26 ianuarie, a fost anunțat oficial prin intermediul WWE.com că Triple H l-a provocat pe Sting la o confruntare „față în față” la Fastlane, pe care Sting a acceptat-o; la acea confruntare, Sting l-a provocat Triple H la un meci la WrestleMania 31, pe care Triple H l-a acceptat. La WrestleMania, Triple H l-a învins pe Sting datorită intervențelor lui D-Generation X, dar a dat mâna cu Sting după meci. După meciul său cu Sting, el și Stephanie McMahon au avut o confruntare mai târziu cu The Rock și Ronda Rousey în timpul unei promoții cu privire la mulțimea record la eveniment.
Pe tot parcursul anului 2015, Triple H și-a menținut rolul de lider al Autorității și a fost implicat în medierea problemelor dintre Seth Rollins și Kane. În timpul verii, Triple H a început să îl testeze pe Rollins făcându-l să apere campionatul WWE World Heavyweight împotriva lui Roman Reigns, Brock Lesnar, John Cena și Sting.
După ce Rollins a suferit o accidentare gravă la genunchi la un eveniment live, Campionatul Mondial WWE a fost lăsat vacant și s-a anunțat că va avea loc un turneu pentru determinarea unui nou campion la Survivor Series. La Survivor Series, Reigns l-a învins pe Dean Ambrose în finala turneului pentru a deveni campion mondial WWE la categoria grea. Triple H a ieșit și a încercat să-l felicite pe Reigns, dar a fost primit cu o "suliță". Acest lucru i-a permis lui Sheamus să își încaseze contractul Money in the Bank și să-l învingă rapid pe Reigns pentru a câștiga campionatul, iar după asta, Sheamus sa alăturat Autorității.
Autoritatea a făcut o revanșă între Reigns și Sheamus pentru titlu în episodul din 30 noiembrie al Raw, cu prevederea că Dean Ambrose și The Usos își vor pierde titlurile WWE Intercontinental și WWE Tag Team Championship, respectiv, în cazul în care Reigns nu reușea să câștige meciul în mai puțin de 5 minute și 15 secunde (care a fost durata domniei titlului lui Reigns la Survivor Series). Reigns a câștigat prin descalificare, permițându-i lui Ambrose și The Usos să-și păstreze loviturile la titlu. La ultimul eveniment al anului 2015, TLC: Tables, Ladders & Chairs, Sheamus a păstrat Campionatul Mondial WWE împotriva lui Reigns într-un meci cu scări, mese și scaune din cauza interferenței Ligii Națiunilor (King Barrett, Rusev și Alberto del Rio). După meci, Reigns i-a atacat cu răutate pe Sheamus, precum și pe Triple H, care venise să-l calmeze pe Reigns. Din cauza rănilor (kayfabe) suferite din cauza lui Reigns, Triple H a luat o pauză din televiziune.

#### 2016
Triple H s-a întors la meciul Royal Rumble din 2016 pentru WWE World Heavyweight Championship, în calitate de al 30-lea participant neanunțat. După ce l-a eliminat pe campionul Roman Reigns, l-a eliminat pe Dean Ambrose pentru a-și asigura a doua victorie Royal Rumble și al 14-lea campionat mondial. Triple H a fost apoi provocat de Ambrose, pe care l-a învins la Roadblock pentru a păstra titlul, înainte de-a fii învins de către Reigns la WrestleMania 32, încheindu-și domnia la 70 de zile.

## Palmares
- World Wrestling Federation / World Wrestling Entertainment
- Centura Mondială a Greilor de 11 ori
- Centura WWE de 10 ori
- Centura USA 1 data
- Centura Intercontinentală de 3 ori
- Centura la echipe cu Stone Cold Steve Austin de 4 ori și de 2 ori cu Shawn Michaels
- King Of The Ring (1997,1999,2004)
- Royal Rumble (2002,2016)

## Manageri
- Ric Flair
- Chyna
- Mr.Perfect
- Mr.Hughes
- Stephanie McMahon-Helmsley
- Vince McMahon
- Lord Steven Regal
- Sable
- Shawn Michaels

## Manevra de final:
- Pedigree (Double underhook facebuster)

## Manevre caracteristice:
- Spinebuster
- The Sledgehammer (lovitura cu barosul)